# 食季

當地球繞太陽公轉時，月球軌道平面的軸向平行度（與地球軌道平面成近似5°的傾斜）導致月球交點相對於地球公轉時，大約每六個月有一次食季。在食季中，在新月階段可能發生日食，於滿月階段可能發生月食。

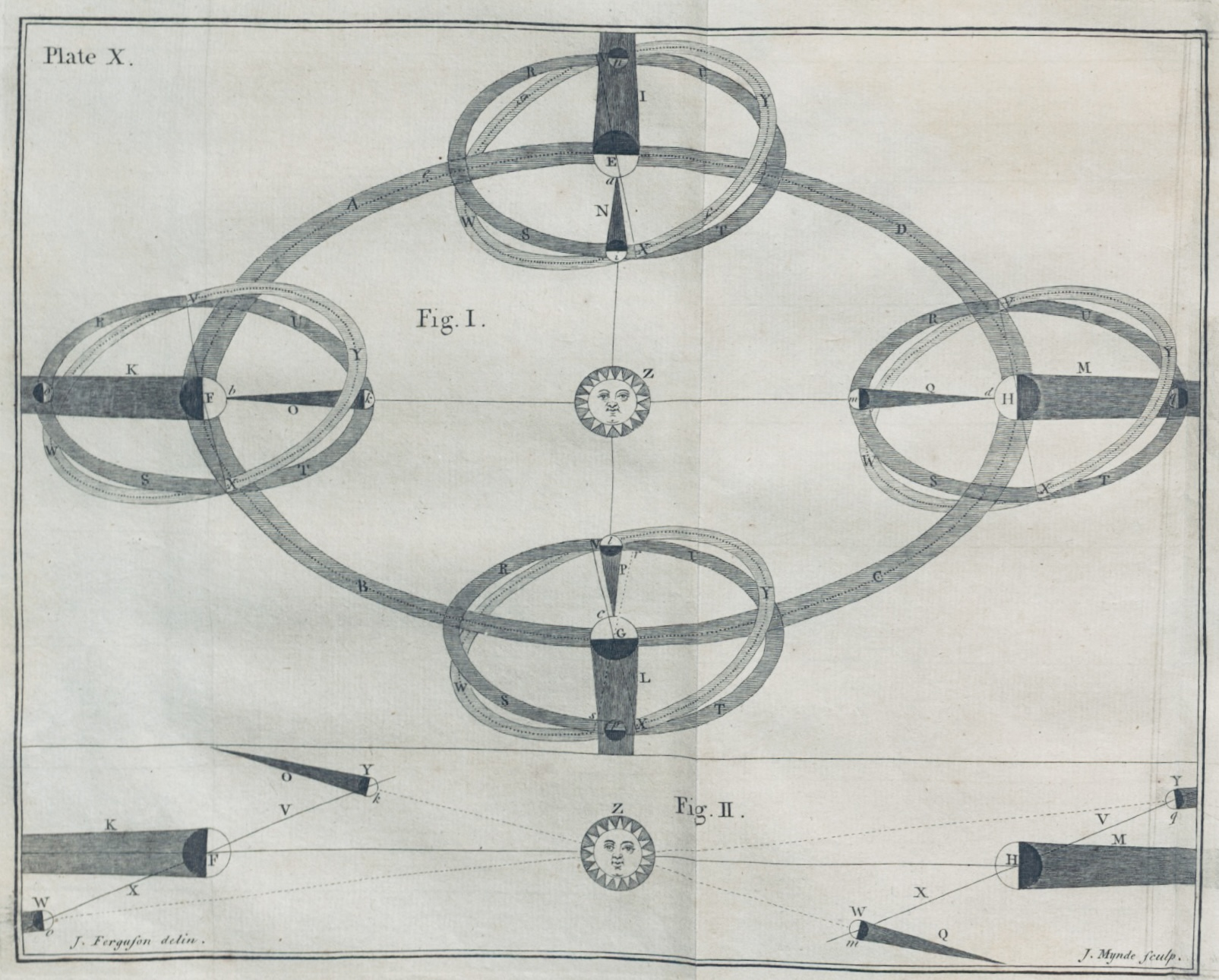
1757年，詹姆斯·弗格森將月食或日食與滿月或新月進行了比較，顯示了月球的5°軌道傾角意味著日食大約每六個月發生一次，而不是每兩週發生一次。

食季（英語：eclipse season）是指大約每六個月一次發生食的時期。食季是月球軌道平面（軸向平行度）與地球軌道平面成五度傾斜的結果，就像地球的季節是地球繞太陽運行時傾斜軸的軸向平行度的結果一樣。在這個季節，「月球交點」（月球軌道平面與地球軌道平面相交的線）與太陽和地球對齊，因此日食發生新月階段，月食發生在滿月階段。
每年只有兩個（或偶爾三個）食季發生，每個食季持續約35天。因為食季不到六個月就會重現，因此每年總是會發生兩個完整的食季。每個食季都會發生兩次或三次的食。在食季，月球處於較低的黃道緯度（南北小於1.5°左右），因此太陽、月球和地球變得足够準直（在朔望中），能夠發生食。在一個沙羅週期（6585.3天）內有38個食季。
每次日食的類型（從月下點看，無論是全食還是環食）取決於太陽和月球的視大小，從地球表面看，這分別是地球與太陽和月球與地球距離的函數。因為地球和月球都是橢圓軌道，這些距離是不同的。
如果兩個軌道都是共面（即在同一平面上），那麼假設地球有一個以太陽為中心的完美圓形軌道，而月球的軌道也是以地球為中心的完美圓形，那麼每朔望月（29.53天）就會發生兩次食。每次滿月都會發生月食，而每次朔都會出現日食，所有的食都是同一類型。

## 詳細資訊
食季是太陽（從地球的角度來看）離月球交點之一足够近，足以允許食發生的唯一時段。在這個季節，每當有滿月時，就會發生月食，每當有新月時，就會出現日食。如果太陽離一個交點足够近，那麼就會發生全食。每個食季節持續31到37天，食季大約每6個月出現一次。在每個食季，至少會發生兩次食：一次日食和一次月食(無關順序），最多會發生三次食（日食、月食，然後再發生日食，反之亦然）。這是因為滿月和新月之間大約有15天（兩週）的間隔，反之亦然。如果在食季的一開始就有日食，那麼有足够的時間（30天）再發生第二次日食。
換言之，因為食季（平均長34天）比朔望月（一個月，或月球返回特定相位的時間，約29.5天）長，所以在這個季節，月球至少會有兩次，最多三次是新月或滿月。食季間隔不到六個月（每173.31天發生一次，即食年的一半），即太陽沿著黃道從一個交點移動到下一個交點所需的時間。如果一個食季的最後一次日食發生在一個行事曆年的最開始，那麼當年總共能發生七次食，因為在行事曆年結束之前還有兩個完整食季的時段，而每個食季最多有三次食。

## 例子：第一例（共四例）

### 兩個特定食季的視覺序列
在下面的每個序列中，每次日食相隔兩週。每個序列中的第一次和最後一次日食相隔一個朔望月。另請參見「交食週期」。
| 6月5日 降交點（滿月）    | 6月21日 升交點（朔）   | 7月5日 降交點（滿月）    |
| ------------------------ | ---------------------- | ------------------------ |
|                          |                        |                          |
| 半影月食 月食沙羅序列111 | 日環食 日食沙羅序列137 | 半影月食 月食沙羅序列149 |

| 6月12日 降焦點（朔）   | 6月26日 升交點（望）   | 7月11日 降交點（朔）   |
| ---------------------- | ---------------------- | ---------------------- |
|                        |                        |                        |
| 日偏食 日食沙羅序列118 | 月全食 月食沙羅序列130 | 日偏食 日食沙羅序列156 |

上面的兩個食季有相似之處（在同一列的月球或太陽的中心距）：因為它們都在所處沙羅序列的中點。

### 展示 22 年（1999-2000）的食季
| 日期                      | 類型（月相） | 食季 | 沙羅序列                    | 下次食將發生... |
| ------------------------- | ------------ | ---- | --------------------------- | --------------- |
| 1999年1月31日             | 月食（望）   | 開始 | 月食沙羅序列114（58/71）    | 下一次朔        |
| 1999年2月16日             | 日食（朔）   | 結束 | 日食沙羅序列140（28/71）    | 下一個食季      |
| ... 大約5個半月沒有食 …   |              |      |                             |                 |
| 1999年8月11日             | 日食（朔）   | 結束 | 日食沙羅序列145（21/77）    | 下一個食季      |
| ... 大約5個半月沒有食 ... |              |      |                             |                 |
| 2000年1月21日             | 月食（望）   | 開始 | 月食沙羅序列124（48/73）    | 下一次朔 …      |
| 2000年2月5日              | 日食（朔）   | 結束 | 日食沙羅序列150（16/71）    | 下一個食季      |
| ... 大約5個半月沒有食 …   |              |      |                             |                 |
| 2000年7月1日              | 日食（朔）   | 開始 | 日食沙羅序列117（68/71）    | 下一次望        |
| 2000年7月16日             | 月食（望）   | 中間 | 月食沙羅序列129（37/71）    | 下一次朔 …      |
| 2000年7月31日             | 日食（朔）   | 結束 | 日食沙羅序列 155 (5 of 71)  | 下一個食季      |
| ... 大約5個半月沒有食 …   |              |      |                             |                 |
| 2000年12月25日            | 日食（朔）   | 開始 | 日食沙羅序列122（57/70）    | 下一次望        |
| 2001年1月9日              | 月食（望）   | 結束 | 月食沙羅序列134（26/72）    | 下一個食季      |
| ... 大約5個半月沒有食 ... |              |      |                             |                 |
| 2001年6月21日             | 日食（朔）   | 開始 | 日食沙羅序列127（57/82）    | 下一次望        |
| 2001年7月5日              | 月食（望）   | 結束 | 月食沙羅序列139（20/79）    | 下一個食季      |
| ... 大約5個半月沒有食 ... |              |      |                             |                 |
| 2001年12月14日            | 日食（朔）   | 開始 | 日食沙羅序列132（45/71）    | 下一次望        |
| 2001年12月30日            | 月食（望）   | 結束 | 月食沙羅序列144（15/71）    | 下一個食季      |
| ... 大約5個半月沒有食 …   |              |      |                             |                 |
| 2002年5月26日             | 月食（望）   | 開始 | 月食沙羅序列111（66/71）    | 下一次朔 …      |
| 2002年6月10日             | 日食（朔）   | 中間 | 日食沙羅序列137（35/70）    | 下一次望        |
| 2002年6月24日             | 月食（望）   | 結束 | 月食沙羅序列149（2/71）     | 下一個食季      |
| ... 大約5個半月沒有食 …   |              |      |                             |                 |
| 2002年11月20日            | 月食（望）   | 開始 | 月食沙羅序列116（57/73）    | 下一次朔 …      |
| 2002年12月4日             | 日食（朔）   | 結束 | 日食沙羅序列142（22/72）    | 下一個食季      |
| ... 大約5個半月沒有食 ... |              |      |                             |                 |
| 2003年5月16日             | 月食（望）   | 開始 | 月食沙羅序列121（54/82）    | 下一次朔 …      |
| 2003年5月31日             | 日食（朔）   | 結束 | 日食沙羅序列147（22/80）    | 下一個食季      |
| ... 大約5個半月沒有食 ... |              |      |                             |                 |
| 2003年11月9日             | 月食（望）   | 開始 | 月食沙羅序列126（44/70）    | 下一次朔 …      |
| 2003年11月23日            | 日食（朔）   | 結束 | 日食沙羅序列152（12/70）    | 下一個食季      |
| ... 大約5個半月沒有食 …   |              |      |                             |                 |
| 2004年4月19日             | 日食（朔）   | 開始 | 日食沙羅序列119（65/71）    | 下一次望        |
| 2004年5月4日              | 月食（望）   | 結束 | 月食沙羅序列131（33/72）    | 下一個食季      |
| ... 大約5個半月沒有食 ... |              |      |                             |                 |
| 2004年10月14日            | 日食（朔）   | 開始 | 日食沙羅序列124（54/73）    | 下一次望        |
| 2004年10月28日            | 月食（望）   | 結束 | 月食沙羅序列136（19/72）    | 下一個食季      |
| ... 大約5個半月沒有食 ... |              |      |                             |                 |
| 2005年4月8日              | 日食（朔）   | 開始 | 日食沙羅序列129（51/80）    | 下一次望        |
| 2005年4月24日             | 月食（望）   | 結束 | 月食沙羅序列141（23/72）    | 下一個食季      |
| ... 大約5個半月沒有食 ... |              |      |                             |                 |
| 2005年10月3日             | 日食（朔）   | 開始 | 日食沙羅序列134（43/71）    | 下一次望        |
| 2005年10月17日            | 月食（望）   | 結束 | 月食沙羅序列146（10/72）    | 下一個食季      |
| ... 大約5個半月沒有食 …   |              |      |                             |                 |
| 2006年3月14日             | 月食（望）   | 開始 | 月食沙羅序列113（63/71）    | 下一次朔 …      |
| 2006年3月29日             | 日食（朔）   | 結束 | 日食沙羅序列139（29/71）    | 下一個食季      |
| ... 大約5個半月沒有食 ... |              |      |                             |                 |
| 2006年9月7日              | 月食（望）   | 開始 | 月食沙羅序列118（51/73）    | 下一次朔 …      |
| 2006年9月22日             | 日食（朔）   | 結束 | 日食沙羅序列144（16/70）    | 下一個食季      |
| ... 大約5個半月沒有食 ... |              |      |                             |                 |
| 2007年3月3日              | 月食（望）   | 開始 | 月食沙羅序列123（52/72）    | 下一次朔 …      |
| 2007年3月19日             | 日食（朔）   | 結束 | 日食沙羅序列149（20/71）    | 下一個食季      |
| ... 大約5個半月沒有食 ... |              |      |                             |                 |
| 2007年8月28日             | 月食（望）   | 開始 | 月食沙羅序列128（40/71）    | 下一次朔 …      |
| 2007年9月11日             | 日食（朔）   | 結束 | 日食沙羅序列154（6/71）     | 下一個食季      |
| ... 大約5個半月沒有食 …   |              |      |                             |                 |
| 2008年2月7日              | 日食（朔）   | 開始 | 日食沙羅序列121（60/71）    | 下一次望        |
| 2008年2月21日             | 月食（望）   | 結束 | 月食沙羅序列133（26/71）    | 下一個食季      |
| ... 大約5個半月沒有食 ... |              |      |                             |                 |
| 2008年8月1日              | 日食（朔）   | 開始 | 日食沙羅序列126（47/72）    | 下一次望        |
| 2008年8月16日             | 月食（望）   | 結束 | 月食沙羅序列138（28/82）    | 下一個食季      |
| ... 大約5個半月沒有食 ... |              |      |                             |                 |
| 2009年1月26日             | 日食（朔）   | 開始 | 日食沙羅序列131（50/70）    | 下一次望        |
| 2009年2月9日              | 月食（望）   | 結束 | 月食沙羅序列143（17/72）    | 下一個食季      |
| ... 大約5個半月沒有食 …   |              |      |                             |                 |
| 2009年7月7日              | 月食（望）   | 開始 | 月食沙羅序列110（71/72）    | 下一次朔 …      |
| 2009年7月22日             | 日食（朔）   | 中間 | 日食沙羅序列136（37/71）    | 下一次望        |
| 2009年8月6日              | 月食（望）   | 結束 | 月食沙羅序列148（3/70）     | 下一個食季      |
| ... 大約5個半月沒有食 …   |              |      |                             |                 |
| 2009年12月31日            | 月食（望）   | 開始 | 月食沙羅序列115（57/72）    | 下一次朔 …      |
| 2010年1月15日             | 日食（朔）   | 結束 | 日食沙羅序列141（23/70）    | 下一個食季      |
| ... 大約5個半月沒有食 ... |              |      |                             |                 |
| 2010年6月26日             | 月食（望）   | 開始 | 月食沙羅序列120（57/83）    | 下一次朔 …      |
| July 11, 2010             | 日食（朔）   | 結束 | 日食沙羅序列 146 (27 of 76) | 下一個食季      |
| ... 大約5個半月沒有食 ... |              |      |                             |                 |
| 2010年12月21日            | 月食（望）   | 開始 | 月食沙羅序列125（48/72）    | 下一次朔 …      |
| 2011年1月4日              | 日食（朔）   | 結束 | 日食沙羅序列151（14/72）    | 下一個食季      |
| ... 大約5個半月沒有食 …   |              |      |                             |                 |
| 2011年6月1日              | 日食（朔）   | 開始 | 日食沙羅序列118（68/72）    | 下一次望        |
| 2011年6月15日             | 月食（望）   | 中間 | 月食沙羅序列130（34/71）    | 下一次朔 …      |
| 2011年7月1日              | 日食（朔）   | 結束 | 日食沙羅序列156（1/69）     | 下一個食季      |
| ... 大約5個半月沒有食 …   |              |      |                             |                 |
| 2011年11月25日            | 日食（朔）   | 開始 | 日食沙羅序列123（53/70）    | 下一次望        |
| 2011年12月10日            | 月食（望）   | 結束 | 月食沙羅序列135（23/71）    | 下一個食季      |
| ... 大約5個半月沒有食 ... |              |      |                             |                 |
| 2012年5月20日             | 日食（朔）   | 開始 | 日食沙羅序列128（58/73）    | 下一次望        |
| 2012年6月4日              | 月食（望）   | 結束 | 月食沙羅序列140（24/77）    | 下一個食季      |
| ... 大約5個半月沒有食 ... |              |      |                             |                 |
| 2012年11月13日            | 日食（朔）   | 開始 | 日食沙羅序列133（45/72）    | 下一次望        |
| 2012年11月28日            | 月食（望）   | 結束 | 月食沙羅序列145（11/71）    | 下一個食季      |
| ... 大約5個半月沒有食 …   |              |      |                             |                 |
| 2013年4月25日             | 月食（望）   | 開始 | 月食沙羅序列112（65/72）    | 下一次朔 …      |
| 2013年5月10日             | 日食（朔）   | 中間 | 日食沙羅序列138（31/70）    | 下一次望        |
| 2013年5月25日             | 月食（望）   | 結束 | 月食沙羅序列150（1/71）     | 下一個食季      |
| ... 大約5個半月沒有食 …   |              |      |                             |                 |
| 2013年10月18日            | 月食（望）   | 開始 | 月食沙羅序列117（52/71）    | 下一次朔 …      |
| 2013年11月3日             | 日食（朔）   | 結束 | 日食沙羅序列143（23/72）    | 下一個食季      |
| ... 大約5個半月沒有食 ... |              |      |                             |                 |
| 2014年4月25日             | 月食（望）   | 開始 | 月食沙羅序列122（56/74）    | 下一次朔 …      |
| 2014年4月29日             | 日食（朔）   | 結束 | 日食沙羅序列148（21/75）    | 下一個食季      |
| ... 大約5個半月沒有食 ... |              |      |                             |                 |
| 2014年10月8日             | 月食（望）   | 開始 | 月食沙羅序列127（42/72）    | 下一次朔 …      |
| 2014年10月23日            | 日食（朔）   | 結束 | 日食沙羅序列153（9/70）     | 下一個食季      |
| ... 大約5個半月沒有食 …   |              |      |                             |                 |
| 2015年3月20日             | 日食（朔）   | 開始 | 日食沙羅序列120（61/71）    | 下一次望        |
| 2015年4月4日              | 月食（望）   | 結束 | 月食沙羅序列132（30/71）    | 下一個食季      |
| ... 大約5個半月沒有食 ... |              |      |                             |                 |
| 2015年9月13日             | 日食（朔）   | 開始 | 日食沙羅序列125（54/73）    | 下一次望        |
| 2015年9月28日             | 月食（望）   | 結束 | 月食沙羅序列137（26/78）    | 下一個食季      |
| ... 大約5個半月沒有食 ... |              |      |                             |                 |
| 2016年3月9日              | 日食（朔）   | 開始 | 日食沙羅序列130（52/73）    | 下一次望        |
| 2016年3月23日             | 月食（望）   | 結束 | 月食沙羅序列142（18/73）    | 下一個食季      |
| ... 大約5個半月沒有食 ... |              |      |                             |                 |
| 2016年9月1日              | 日食（朔）   | 開始 | 日食沙羅序列135（39/71）    | 下一次望        |
| 2016年9月16日             | 月食（望）   | 結束 | 月食沙羅序列147（8/70）     | 下一個食季      |
| ... 大約5個半月沒有食 …   |              |      |                             |                 |
| 2017年2月11日             | 月食（望）   | 開始 | 月食沙羅序列114（59/71）    | 下一次朔 …      |
| 2017年2月26日             | 日食（朔）   | 結束 | 日食沙羅序列140（29/71）    | 下一個食季      |
| ... 大約5個半月沒有食 ... |              |      |                             |                 |
| 2017年8月7日              | 月食（望）   | 開始 | 月食沙羅序列119（61/82）    | 下一次朔 …      |
| August 21, 2017           | 日食（朔）   | 結束 | 日食沙羅序列 145 (22 of 77) | 下一個食季      |
| ... 大約5個半月沒有食 ... |              |      |                             |                 |
| 2018年1月31日             | 月食（望）   | 開始 | 月食沙羅序列124（49/73）    | 下一次朔 …      |
| 2018年2月15日             | 日食（朔）   | 結束 | 日食沙羅序列150（17/71）    | 下一個食季      |
| ... 大約5個半月沒有食 …   |              |      |                             |                 |
| 2018年7月13日             | 日食（朔）   | 開始 | 日食沙羅序列117（69/71）    | 下一次望        |
| 2018年7月27日             | 月食（望）   | 中間 | 月食沙羅序列129（38/71）    | 下一次朔 …      |
| 2018年8月11日             | 日食（朔）   | 結束 | 日食沙羅序列155（6/71）     | 下一個食季      |
| ... 大約5個半月沒有食 …   |              |      |                             |                 |
| 2019年1月6日              | 日食（朔）   | 開始 | 日食沙羅序列122（58/70）    | 下一次望        |
| 2019年1月21日             | 月食（望）   | 結束 | 月食沙羅序列134（27/72）    | 下一個食季      |
| ... 大約5個半月沒有食 ... |              |      |                             |                 |
| 2019年7月2日              | 日食（朔）   | 開始 | 日食沙羅序列127（58/82）    | 下一次望        |
| 2019年7月16日             | 月食（望）   | 結束 | 月食沙羅序列139（21/79）    | 下一個食季      |
| ... 大約5個半月沒有食 ... |              |      |                             |                 |
| 2019年12月26日            | 日食（朔）   | 開始 | 日食沙羅序列132（46/71）    | 下一次望        |
| 2020年1月10日             | 月食（望）   | 結束 | 月食沙羅序列144（16/71）    | 下一個食季      |
| ... 大約5個半月沒有食 …   |              |      |                             |                 |
| 2020年6月5日              | 月食（望）   | 開始 | 月食沙羅序列111（67/71）    | 下一次朔 …      |
| 2020年6月21日             | 日食（朔）   | 中間 | 日食沙羅序列137（36/70）    | 下一次望        |
| 2020年7月5日              | 月食（望）   | 結束 | 月食沙羅序列149（3/71）     | 下一個食季      |
| ... 大約5個半月沒有食 …   |              |      |                             |                 |
| 2020年11月30日            | 月食（望）   | 開始 | 月食沙羅序列116（58/73）    | 下一次朔 …      |
| 2020年12月14日            | 日食（朔）   | 結束 | 日食沙羅序列142（23/72）    | 下一個食季      |

 2020年11月29-30日半影月食之後是2020年12月14日日食。

## 例子：第二例（共四例）

### 兩個特定食季節的視覺序列
在下面的每個序列中，每次日食相隔兩週。每個序列中的第一次和最後一次日食相隔一個朔望月。另請參見「交食週期」。
| 7月7日 升交點（望）      | 7月22日 降交點（朔）   | 8月6日 升交點（望）      |
| ------------------------ | ---------------------- | ------------------------ |
|                          |                        |                          |
| 半影月食 月食沙羅序列110 | 日全食 日食沙羅序列136 | 半影月食 月食沙羅序列148 |

| 7月13日 升交點（朔）   | 7月27日 降交點（望）   | 8月11日 升交點（朔）   |
| ---------------------- | ---------------------- | ---------------------- |
|                        |                        |                        |
| 日偏食 日食沙羅序列117 | 月全食 月食沙羅序列129 | 日偏食 日食沙羅序列155 |

上面的兩個食季有相似之處（在同一列的月球或太陽的中心距）：因為它們都在所處沙羅序列的中點。

## 例子：第三例（共四例）

### 兩個特定食季的視覺序列
在下面的每個序列中，每次日食相隔兩週。每個序列中的第一次和最後一次日食相隔一個朔望月。另請參見「交食週期」。
| 7月6日 降交點（望）      | 7月20日 升交點（朔）   | 8月4日 降交點（望）      |
| ------------------------ | ---------------------- | ------------------------ |
|                          |                        |                          |
| 半影月食 月食沙羅序列109 | 日環食 日食沙羅序列135 | 半影月食 月食沙羅序列147 |

| July 11th 降交點（朔） | 7月26日 升交點（望）   | August 9th 降交點（朔） |
| ---------------------- | ---------------------- | ----------------------- |
|                        |                        |                         |
| 日偏食 日食沙羅序列116 | 月全食 月食沙羅序列128 | 日偏食 日食沙羅序列154  |

上面的兩個食季有相似之處（在同一列的月球或太陽的中心距）：因為它們都在所處沙羅序列的中點

## 例子：第四例（共四例）

### 兩個特定食季的視覺序列
在下面的每個序列中，每次日食相隔兩週。每個序列中的第一次和最後一次日食相隔一個朔望月。另請參見「交食週期」。
| 7月21日 升交點（朔）   | 8月4日 降交點（望）    | 8月20日 升交點（朔）   |
| ---------------------- | ---------------------- | ---------------------- |
|                        |                        |                        |
| 日偏食 日食沙羅序列115 | 月全食 月食沙羅序列127 | 日偏食 日食沙羅序列153 |

| 7月26日 升交點（望）     | 8月10日 降交點（朔）    | 8月24日 升交點（望）      |
| ------------------------ | ----------------------- | ------------------------- |
|                          |                         |                           |
| 半影月食 月食沙羅序列108 | 日環食 日食沙羅序列 134 | 半影月食 月食沙羅序列 146 |

上面的兩個食季有相似之處（在同一列的月球或太陽的中心距）：因為它們都在所處沙羅序列的中點

## 外部連結
- NASA Eclipse Web Site （页面存档备份，存于）
- Sun-centered animation of moon inclination （页面存档备份，存于） UNL Astronomy